# ワシントン大学 (ワシントン州)
ワシントン大学（ワシントンだいがく、英語: University of Washington、略称: UW）は、ワシントン州シアトルに本部を置くアメリカ合衆国の州立大学。1861年創立。ワシントン州の成立以前から存在する名門大学のひとつであり、米国太平洋岸北西部の中では最大規模。公共政策分野のエバンズ公共政策大学院（Evans School）や計算機科学分野のポール・G・アレン・スクール・オブ・コンピューター・サイエンス・アンド・エンジニアリング（Allen School）は、全米TOP10で名高い。医学大学院のワシントン大学医学部（UWSOM）は全米TOP10となっている。また、ロースクールのワシントン大学ロースクール（UW Law）と経営大学院（MBA提供校）のフォスター・スクール・オブ・ビジネス（UW Foster）は全米TOP25となっている。

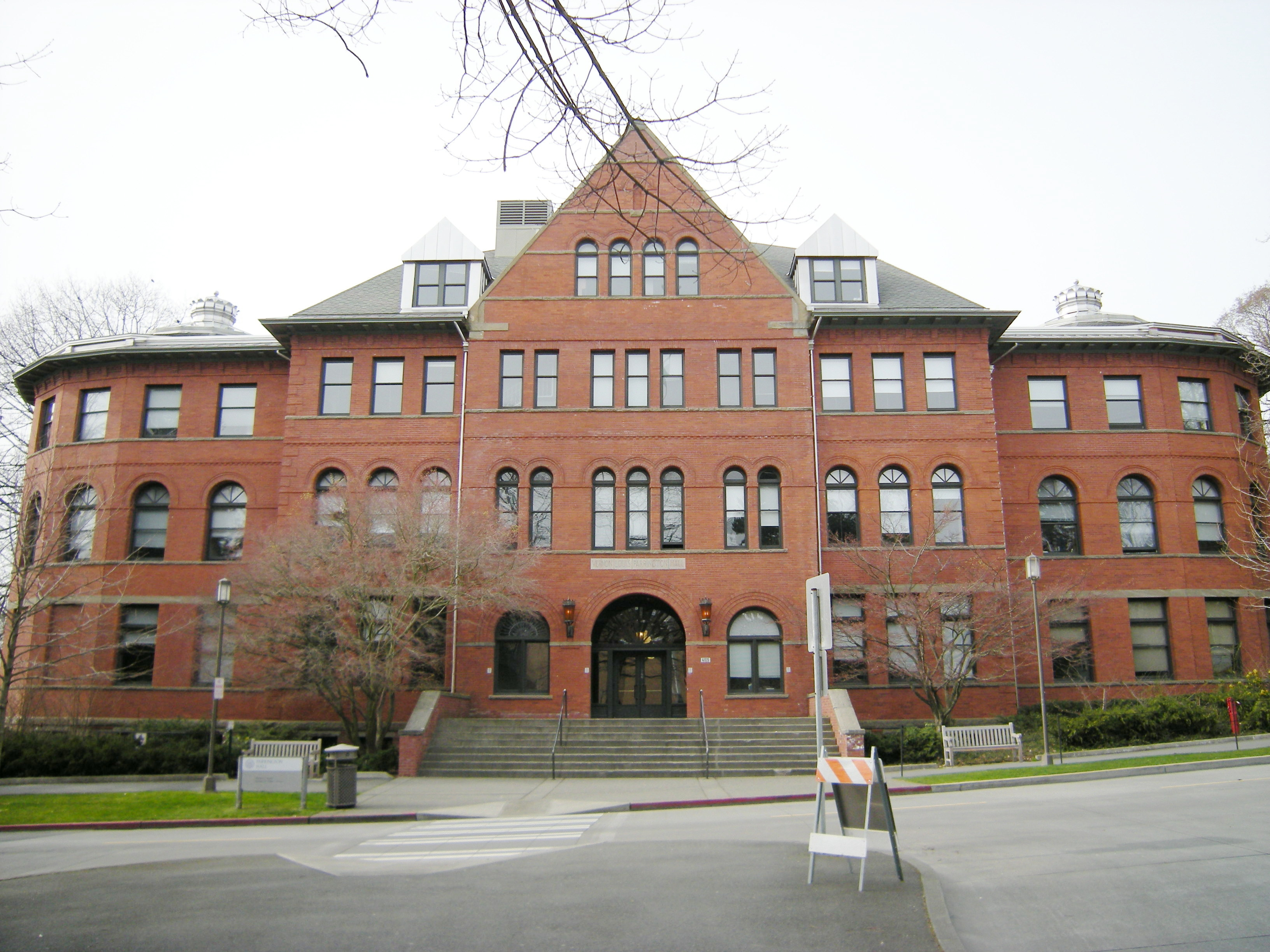
エバンズ公共政策大学院

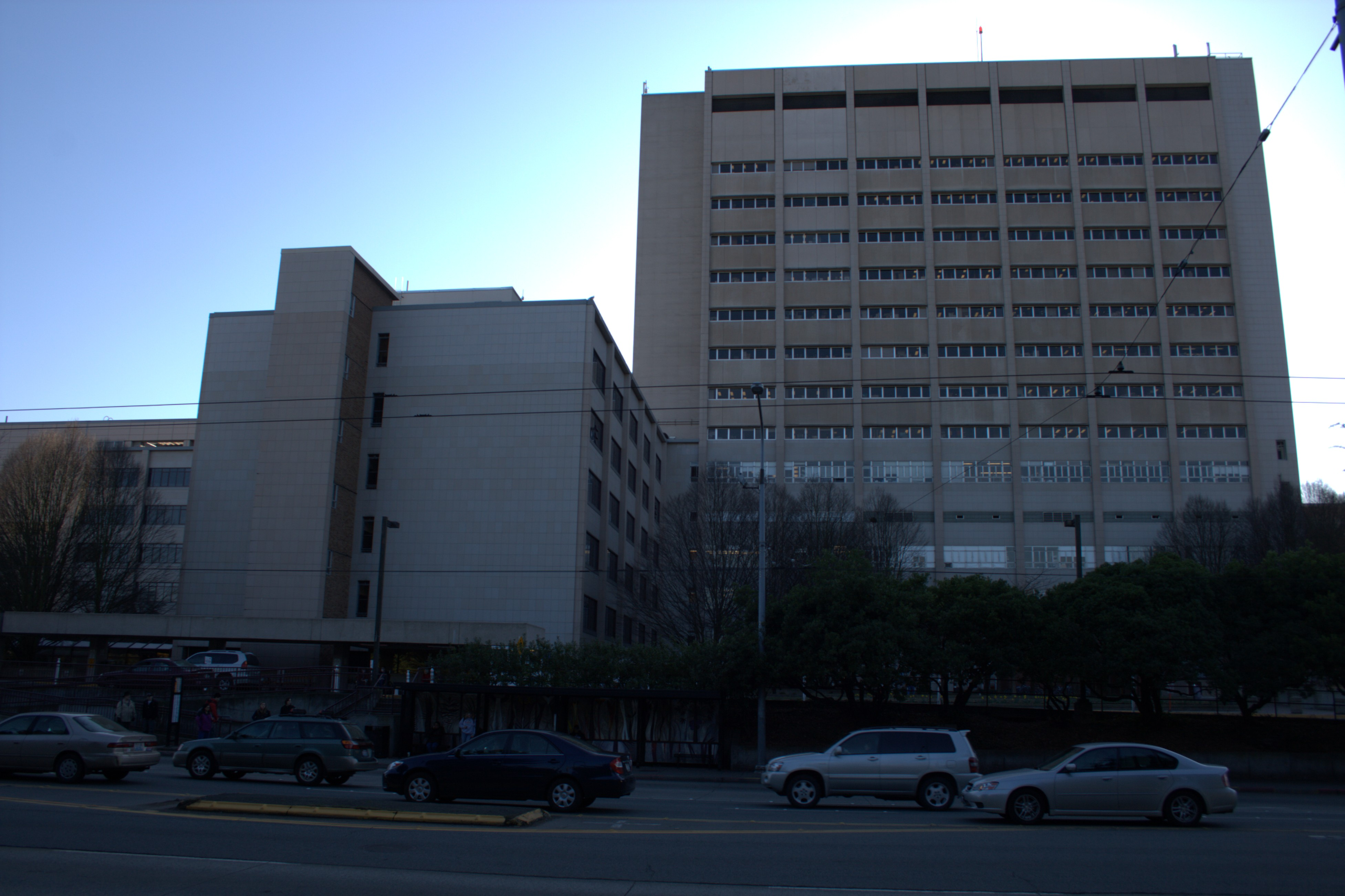
ワシントン大学医学部（UWSOM）

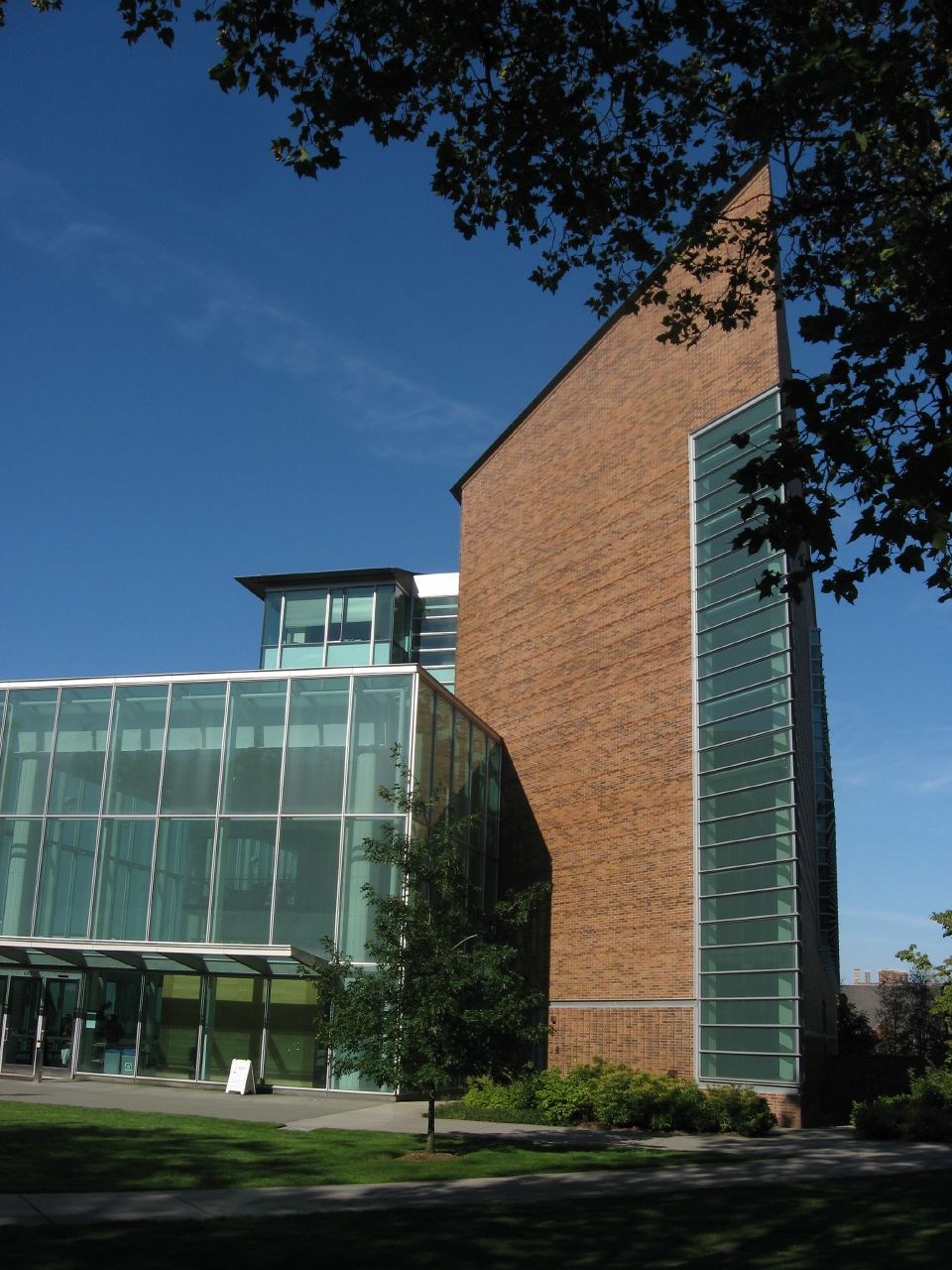
ワシントン大学ロースクール（UW Law）

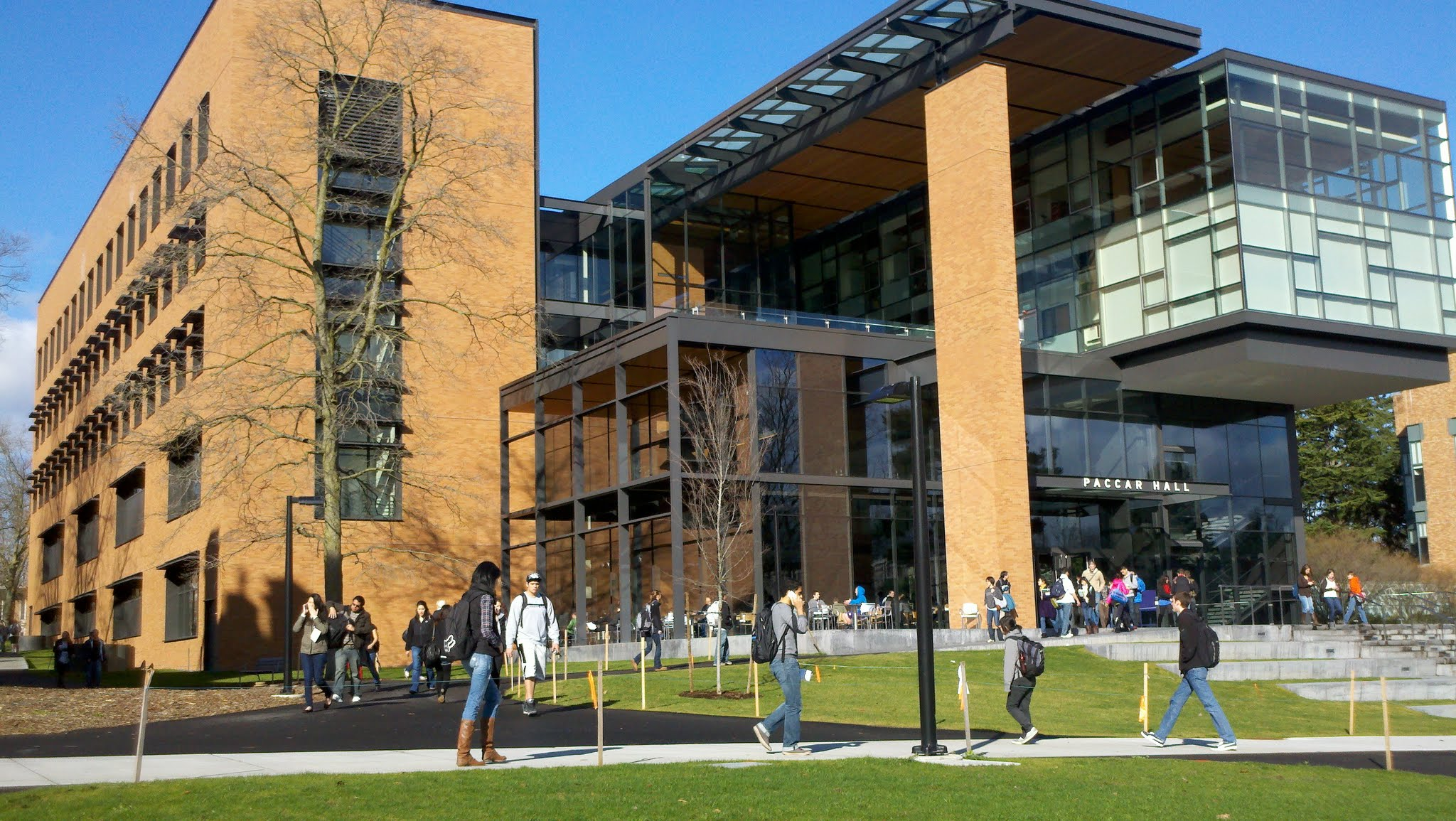
フォスター・スクール・オブ・ビジネス（UW Foster）

## 概要
全米でも広く知られている著名校であり、カリフォルニア大学バークレー校・ミシガン大学アナーバー校・テキサス大学オースティン校・バージニア大学・ノースカロライナ大学チャペルヒル校・フロリダ大学・コロラド大学ボルダー校などの州立大学トップ校で形成される名門校グループ「パブリック・アイビー」の一つに数えられる。
7名のノーベル賞受賞者（教授4名・卒業生3名）を輩出しており、米国で教育と研究をリードする アメリカ大学協会 Association of American Universities（AAU）62大学のメンバーである。
スポーツ分野では 全米大学体育協会（NCAA）第I区分太平洋地区12校（Division I Pacific-12 Conference）に属する。　

### 施設

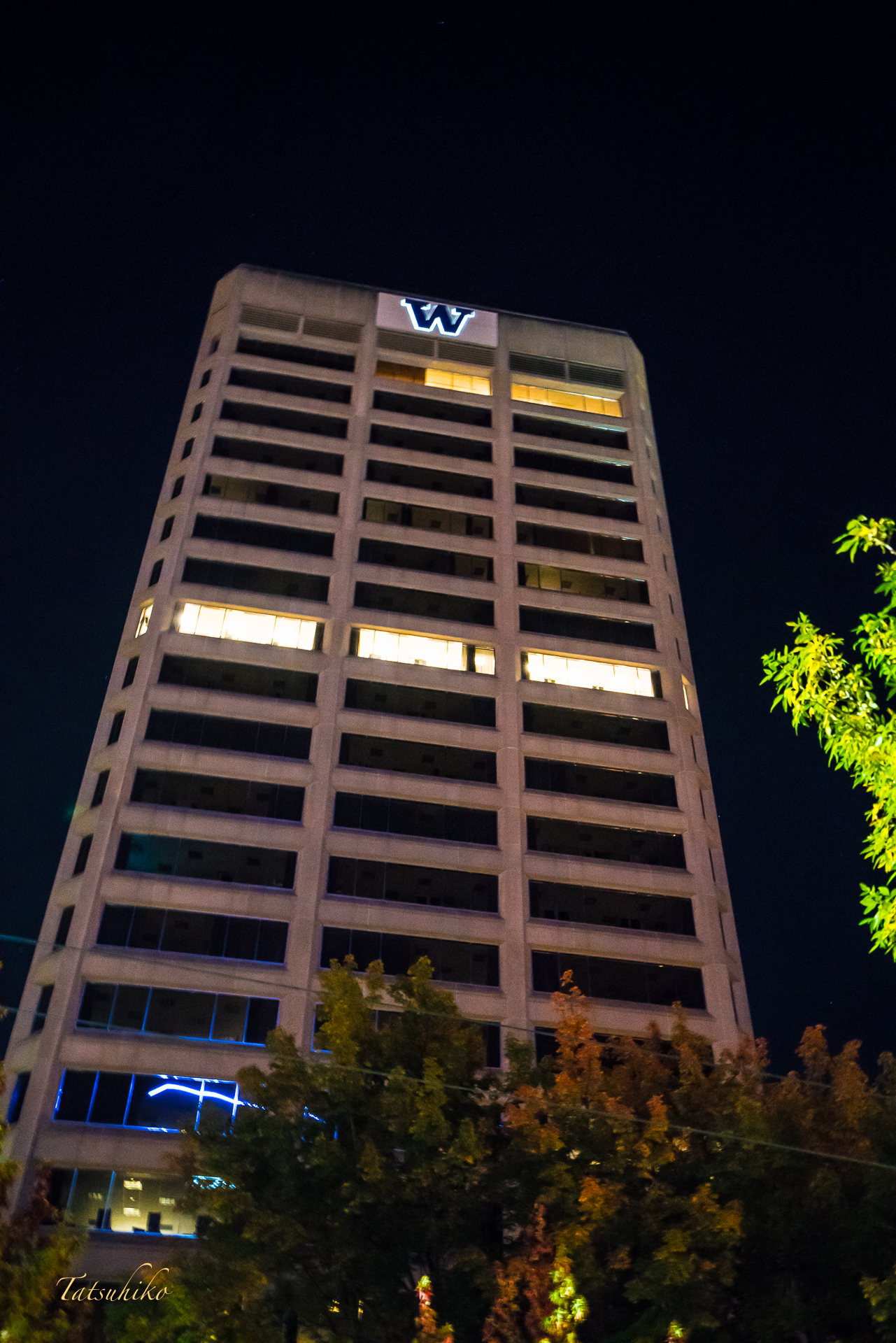
UW Tower

所有する土地の総面積は200万平方フィート（約560万坪）超である。州内の三ヶ所にキャンパスを有し、最大のものはシアトルのユニバーシティ・ディストリクトにあり、その他タコマ（UW Tacoma）とボセル（UW Bothell）に分校を有する。
全体で500以上の建築物を有し、ワシントン大学プラザには22階建て・高さ99mのワシントン大学タワー「UW Tower」がある。このビルはもともと保険会社のセーフコが所有するセーフコ・ビルであったが、2006年に1億3,000万ドル（1ドル120円のレートで156億円）で周辺のビルやマンション・駐車施設とともにワシントン大学が買い取ったものである。
学内には伝統的な建築物が多く観光客も訪れる。米国有数の桜の名所でもあり「Quad」と呼ばれる学内の広場には樹齢80年以上の桜が多数みられる。天候のいい空気が澄んだ日にはタコマ富士と呼ばれるレーニア山が一望できる。10月中旬には紅葉も美しい。

### 学生
学生数は2014年秋の時点で45,213人（学部生31,099人・大学院生14,114人）であり、教官数5,803人・その他職員16,174人である。2014年度入学生は6,361人で、内訳は女性 52%・男性 48%、入学時の平均年齢は20.8歳であった。
2016年秋には43,517人が志願し、6,475人が入学した。ワシントン大学に入学した学生の殆どがPre majorとして専攻に入る前の段階の学生として取り扱われるため、必須条件を満たした後に志願しなければならない。しかも必須条件を満たせば必ず志望した専攻に入れるわけではなく、特に工学部と医学部の専攻へ入るのは極めて困難である。

### 財務
2014年度の年間予算は64億ドル（1US$=120円のレートで約7,680億円）であり、米国でも有数の潤沢な資金量を誇る。収入の中では各種助成金が最も多く、企業等からの助成金・契約金約14億ドル、連邦政府助成金約11億ドル、その他助成金約30億ドルである。また5,315件の研究助成金申請が認められた。
アメリカ国立科学財団（National Science Foundation）の研究助成金額では2004年-2014年においてほぼ常に上位4大学に入っていた。

### 特徴
学部（undergraduate）の他に16の大学院（colleges and schools）を有し、学部では1,800・大学院では370の科目（courses）が履修可能である。毎年12,000名の学士・修士・博士およびその他の学位授与者を出している。
136名のフルブライト奨学生（Fulbright Scholars）・35名のロード奨学生（Rhodes Scholars）・7名のマーシャル奨学生（Marshall Scholars）・4名のゲイツケンブリッジ奨学生（Gates Cambridge Scholars）が在籍している。
世界的に評価の高い医学系学群を特徴としており、2008年の調査ではプライマリ・ケアと看護分野が全米第1位の評価を得た。看護分野は1984年の調査開始以来、25年連続で1位となっている。
2014年には467件の特許申請がおこなわれ、そのうちの87%が認可を受けている。この中には学生が参加した研究もある。
ロースクールでは、ワシントン大学先端知的財産研究センター（CASRIP: The Center for Advanced Research and Study on Intellectual Property）を有し、知的財産分野にも力を入れている。
同州の州立大学はいくつかあるが、特にワシントン州立大学（Washington State University）とは混同されることがある。両者は略称である「UW」と「WSU」によって区別されるが、日本においてはともに「ワシントン大学」「ワシントン州立大学」「州立ワシントン大学」と訳されて混乱している。なお略称の「UW」は「ユーダブリュー」ではなく「ユーダブ」と発音し「U Dub」と記載される。
大学のロゴにはラテン語のLux Sit（Let there be light）「光あれ」が記載されているが、Be Boundless「果てしなくあれ」という標語もよく使用される。

## ランキング
2021年
US News & World Reportによる 2021 Best Global Universities Rankings で世界8位にランキングされた。
1位ハーバード大学、2位マサチューセッツ工科大学、3位スタンフォード大学。（日本の大学からは、東京大学（73位）がランクインしている。）
Times Higher Education による World University Rankings 2021 で世界29位にランキングされた。
全体1位はオックスフォード大学。2位スタンフォード大学。3位ハーバード大学。（日本の大学からは、東京大学（36位）、京都大学（54位）がランクインしている。）
2019年
US News & World Reportによる 2019 Best Global Universities Rankingsで世界10位にランキングされた。
1位ハーバード大学、2位マサチューセッツ工科大学、3位スタンフォード大学。
Times Higher Education による World University Rankings 2019 で世界28位にランキングされた。
全体1位はオックスフォード大学。2位ケンブリッジ大学。3位はスタンフォード大学。
2018年
US News & World Reportによる 2018 Best Global Universities Rankingsでジョンス・ホプキンス大学およびイェール大学と並んで世界10位にランキングされた。
2017年
Academic Ranking of World Universitiesで世界ランキング13位となった。
The World's Most Innovative Universities（世界で最も革新的な大学100）-2017で第7位に選ばれた。
U.S.News 2018全米大学院ランキング医学部のプライマリケア部門で全米1位となった。
2016年
Academic Ranking of World Universitiesで世界ランキング15位となった。
2015年
U.S. News & World Report's Global University Rankingsでは世界第11位の大学として認められている。公立大学としては全体第3位のカリフォルニア大学バークレー校、全体第8位のカリフォルニア大学ロサンゼルス校に次いで世界第3位を占めた。National Taiwan University Ranking of Scientific Papersでは科学研究分野の業績で世界第5位にランクされた。
2014年
College and university rankings 2014-2015で世界ランキング25位・全米ランキング18位であった。
上海交通大学発表の Academic Ranking of World Universities では2014年・2015年ともに世界ランキング15位・全米ランキング13位となっている。Times Higher Education World University Rankingsでは世界31位であった。　
Forbes誌による「学生の投資効果からみたランキング（学費などの在学中に必要な費用と、卒業後の給与・その他の収入とのコストパフォーマンスを比較したランキング）」では全米4,700超の大学の中で73位であった。
2013年
Center for Measuring University Performanceが発表した全米の総合大学ランキングでは11位であり、公立大学の中ではミシガン大学（7位）・カリフォルニア大学バークレー校（9位）・カリフォルニア大学ロサンゼルス校（10位）に次ぐ4番目にランクされている。
Leiden Rankingでは世界の主要500大学中27位であった。
2011年
Middle East Technical Universityが発表したUniversity Ranking by Academic Performanceでは世界の主要2,000大学中8位となっている。

## 歴史

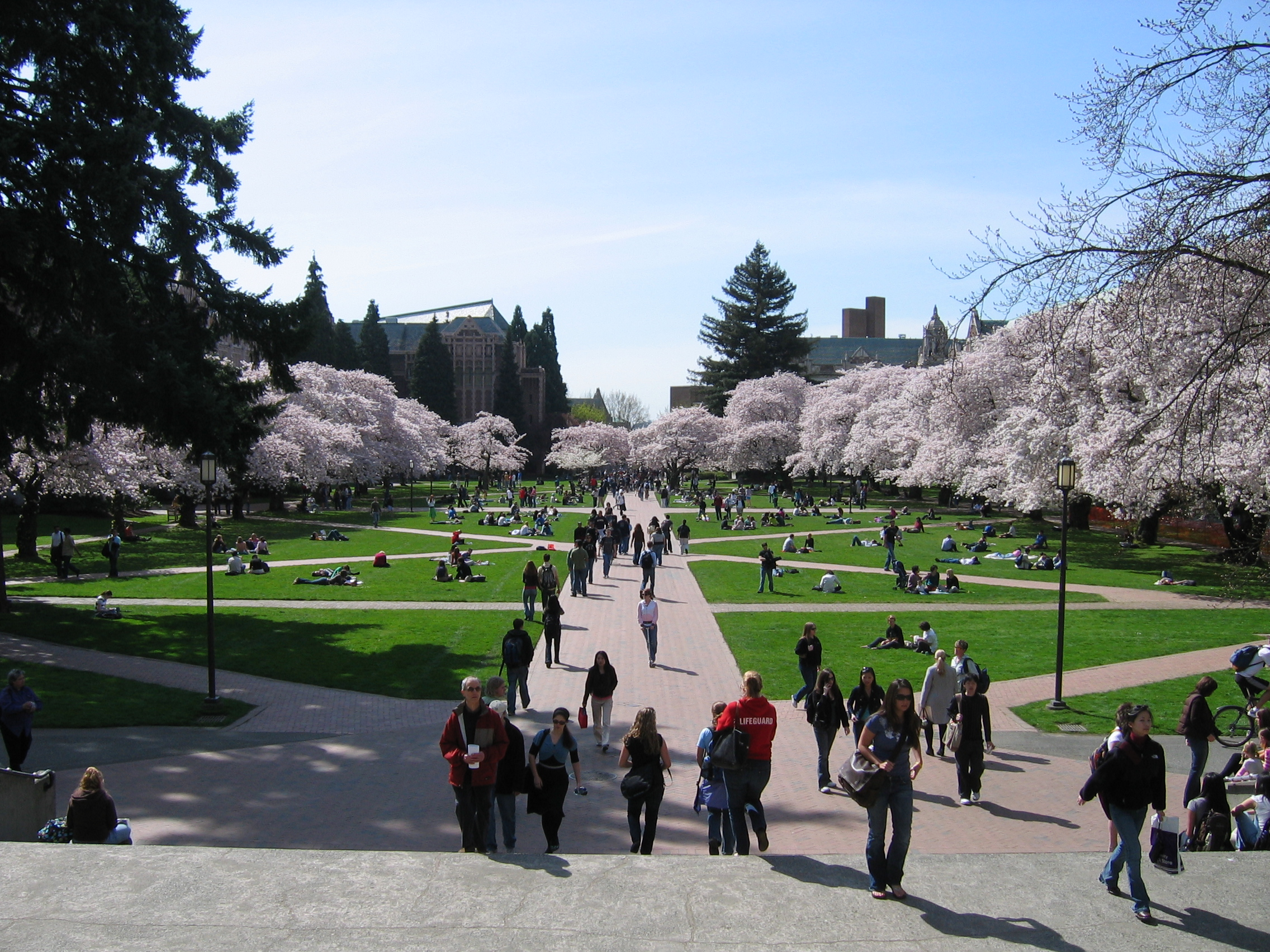
クアッドラングル

### 略年表
- 1854年 当時の準州知事であったアイザック・スティーブンス（Isaac Stevens）が、ワシントン準州（Washington Territory）に大学を設置するべく運動を起こした。
- 1861年 11月4日公式開学。当時の名称はTerritorial University of Washington（ワシントン準州大学）であった。
- 1889年 アメリカ合衆国の42番目の州としてワシントン州が成立。University of Washington（ワシントン大学）が正式名称となる。
- 1895年 現在のユニバーシティ・ディストリクトに移転。この区域がシアトル市に併合されて間もなく、まだ伐採後の切り株が残っていた時期の移転であった。その後この区域は大学と共に発展し、現在では小規模のアメリカ型都市となっている。
- 1899年 ロー・スクール（法科大学院）開校。
- 1926年 大学建築物の中心であるスザーロ・アレン図書館が完成。
- 1946年 メディカル・スクール（医学大学院）開校。現在はワシントン大学メディカルセンターとなり、U.S. News and World Reportで米国のトップ10病院の一つにランクされている。
- 1962年 エバンズ公共政策大学院が開校。
- 1990年 タコマ（Tacoma）、ボセル（Bothell）分校が開校。

### その他
創立時の大学は複数の篤志家によって寄贈された「Denny's Knoll（デニーの円丘）」と呼ばれたダウンタウンの土地にあり、東西は4th avenueと6th avenue、南北はUnion StreetとSeneca Streetで区切られた区域であった。開学からしばらくは学生がいないなどで三度の一時的休校を余儀なくされた。現在のマッカーティ・ホール（McCarty Hall）という学生寮にその名を残すクララ・アントニエッテ・マッカーティ・ウィルトという女性が、科学士の学位を受けて1876年に卒業した男女あわせて最初の卒業生である。彼女の支払った学費は年間30ドルであった。徐々に運営が軌道に乗り学生数も増加し、1895年に現在地であるユニバーシティ・ディストリクトに移転した。創立時の建物は1908年までに全てが取り壊され、跡地にはフェアモント・オリンピックホテルが建設され、5つ星ホテルとして現在に至っている。

## キャンパス

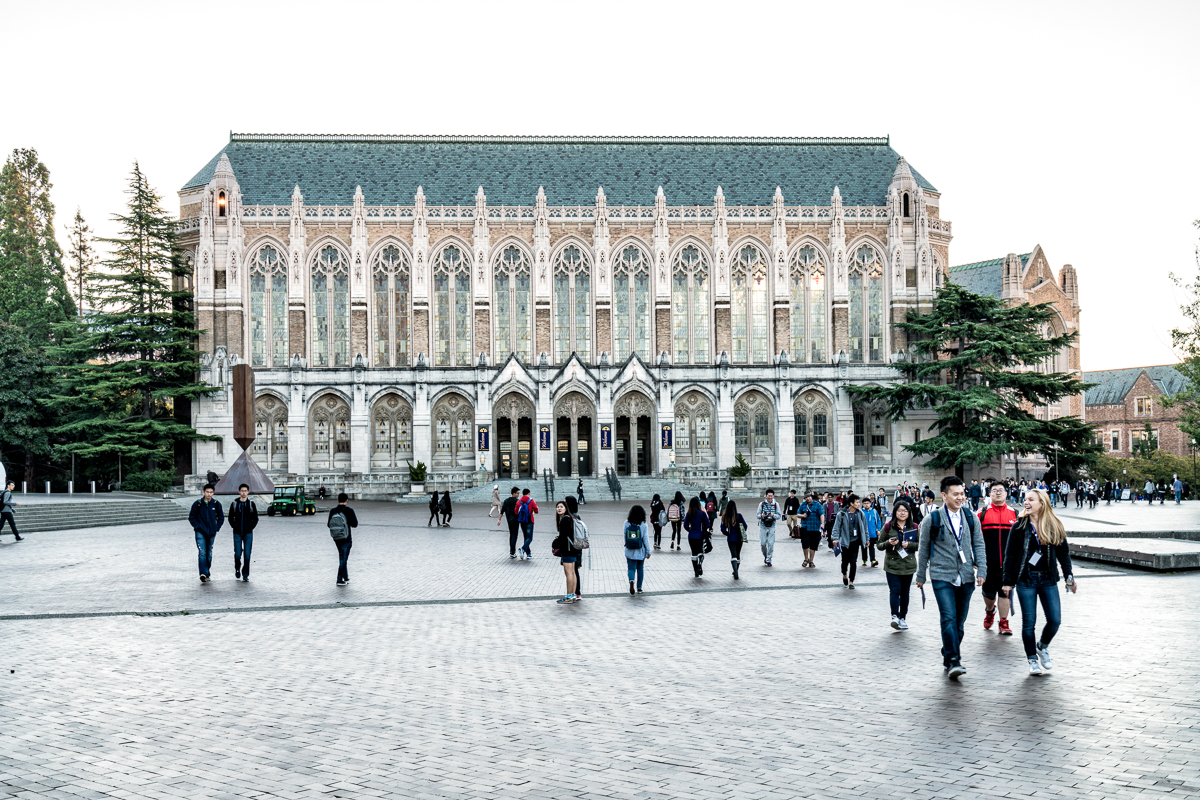
9月下旬の新入生オリエンテーション風景

### 概要
本校であるシアトルキャンパスの他にタコマ（Tacoma）とボセル（Bothell）にいずれも1990年設置の分校を持つ。
シアトルキャンパスは703エーカー（284ヘクタール）の広大な敷地に200を超える建物があり、大学内の移動にもバスを利用する学生が多い。タコマ・キャンパスは広さ46エーカー、2014年の学生数4,494人であり、ボセル・キャンパスは4,963人である。
アメリカの大規模な大学は都心から離れた郊外にキャンパスを構えることが多いが、シアトルキャンパスはシアトル・マリナーズのホーム球場T-モバイル・パークや観光名所であるスペースニードルなどがあるシアトル中心部から快速バスで10分ほど、一般のバスで20分ほどの近距離にある。また日本との行き来に使われるシアトル・タコマ国際空港Sea-Tac Airportとの間もバスで30-40分と便利である。
2008年にはリンク・ライトレール（en:Link light rail）と呼ばれるライトレールの延伸工事が着工し、2016年に開業した。ダウンタウン・シアトルと当大学のハスキースタジアム前の駅を連絡している。高価な地下方式で建設されたため、総工費は19億ドルに達した。　

### 図書館

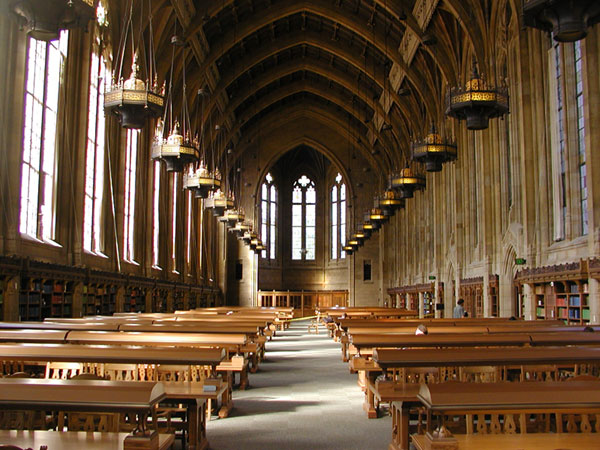
スザロ・アレン図書館内部

シアトルキャンパス内に14、ボセルとタコマキャンパスにそれぞれひとつの図書館がある。
- 美術図書館 Art Library
- 建造環境図書館 Built Environments Library
- 演劇図書館 Drama Library
- 東アジア図書館 East Asia Library
- 工学図書館 Engineering Library
- フォスター・ビジネス図書館 Foster Business Library
- フライデー・ハーバー図書館 Friday Harbor Library（フライデー・ハーバーはワシントン州にある観光地）
- ギャラガー法律図書館 Gallagher Law Library
- 健康科学図書館 Health Sciences Library
- 数学研究図書館 Mathematics Research Library
- メディア・センター Media Center
- 音楽図書館 Music Library
- オデガード学部生図書館 Odegaard Undergraduate Library
- データ中心科学図書館 Research Commons
- 特別収蔵物図書館 Special Collections
- スザーロ・アレン図書館 Suzzallo and Allen Libraries
- ボセル校図書館 UW Bothell/Cascadia Library
- タコマ校図書館 UW Tacoma Library

最大のスザーロ・アレン図書館（Suzzallo and Allen Libraries）には200万冊超の蔵書があり、閲覧コーナーの総床面積は3万平方メートル以上である。各図書館は基本的に土曜・日曜も開館しており、中には24時間開いているところもある。
キャンパス内には芸術関係施設も多く、著名な団体・個人を招いての公演が学内の複数の劇場で頻繁に開催される。2015年にはフランス国立リヨン・オペラ座バレエ団、ブラジルの音楽家・政治家ジルベルト・ジル公演、日本の山海塾の公演などがおこなわれた。

### 卒業式

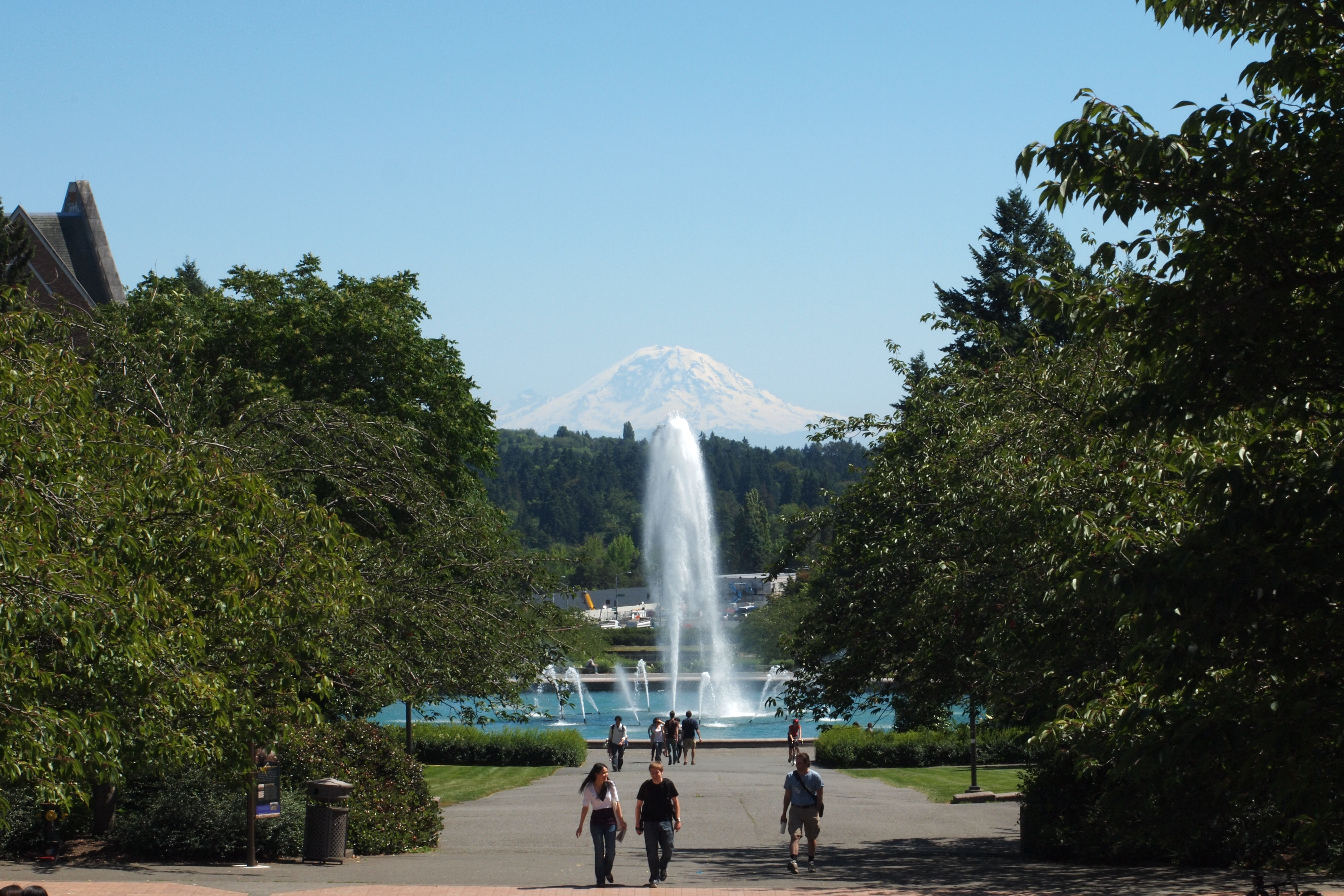
ドラムヘラー噴水

シアトルキャンパス内のハスキー・スタジアムでは毎年6月に卒業式が開かれ、関係者を含めて約40,000人が出席する。
学士は黒いガウンと角帽および専攻に応じた色のタッセル、修士は黒いガウンと角帽および黒いタッセルと専攻に応じた色のフード、博士はパープルのガウンとゴールドのタッセルに博士用フードを身につけて式典に臨む。
このとき卒業生の一部がパープルの「感謝のストール（stole of gratitude）」を親や援助者に贈る伝統がある。

### その他
学生・教官その他の大学関係者はIDカードを兼ねたハスキー・カードを交付される。このカードはデビット・カードとしての機能も有しており、学内での飲食・買い物・ランドリー・駐車代・図書館のコピー代金などの決済に使用できる。
米国の多くの大学でおこなわれているように、当大学でも学生によるガイド付きキャンパス・ツアーが随時実施されている。
米国の大規模な大学では珍しくないが、当大学においても大学警察The University of Washington Police Departmentが存在する。

## スポーツ
当大学は西海岸の実力校12大学で構成される全米大学体育協会第I区分太平洋地区12校（NCAA Division I Pacific-12 Conference、Pac-12と略称される）に属する。他の構成校はカリフォルニア大学バークレー校・オレゴン大学・オレゴン州立大学・スタンフォード大学・ワシントン州立大学・アリゾナ大学・アリゾナ州立大学・カリフォルニア大学ロサンゼルス校・コロラド大学ボルダー校・南カリフォルニア大学・ユタ大学の11校である。
主な競技としては、男子が野球・バスケットボール・クロスカントリー・フットボール・ゴルフ・ボート・サッカー・テニス・陸上競技、女子がバスケットボール・クロスカントリー・ゴルフ・体操・ビーチバレー（砂バレー sand volleyballと呼ばれる）・サッカー・ソフトボール・テニス・陸上競技・バレーボール・ボートである。

### 施設
キャンパス内には 72,500 人を収容可能なホームスタジアム「ハスキー・スタジアム（Husky Stadiuam）」がある。このフットボールスタジアムは 2011 年に2億8千万ドル（$1=120円で336億円）をかけて改修された。NFLのシアトル・シーホークスがキングドームに代わるセンチュリーリンク・フィールド完成までの間、ホームスタジアムとして間借りしていたこともある。$50 から $100 でシーズンチケットを購入できる。
バスケットボールのホームとして10,000人収容のバンク・オブ・アメリカ・アリーナ、野球場としてハスキー・ボールパークがある。

### 成績
女子バレーボール部は全米でも指折りの強豪で、2005年の全米トーナメントでは優勝を果たした。2014年のNCAA Women's Volleyball RPIではランキング4位、2016年は6位であった。
バスケットボール部は、NBA選手でNBAオールスター・スラムダンクコンテスト（3回優勝したネイト・ロビンソンや、同じくNBAのポートランド・トレイルブレイザーズで活躍したブランドン・ロイとロビンズ・ブレントを輩出したことで知られる。
2015年7月5日にロンドンのテムズ川で開催されたヘンリー・ロイヤル・レガッタで、男子漕艇チームは男子コックス・フォア種目のアルバート王子チャレンジカップにおいてイェール大学チームを決勝で下し優勝した。同大会への参加は13回目であり過去7つの賞を獲得しているが、この種目での優勝は初めてである。

### ハスキーズ

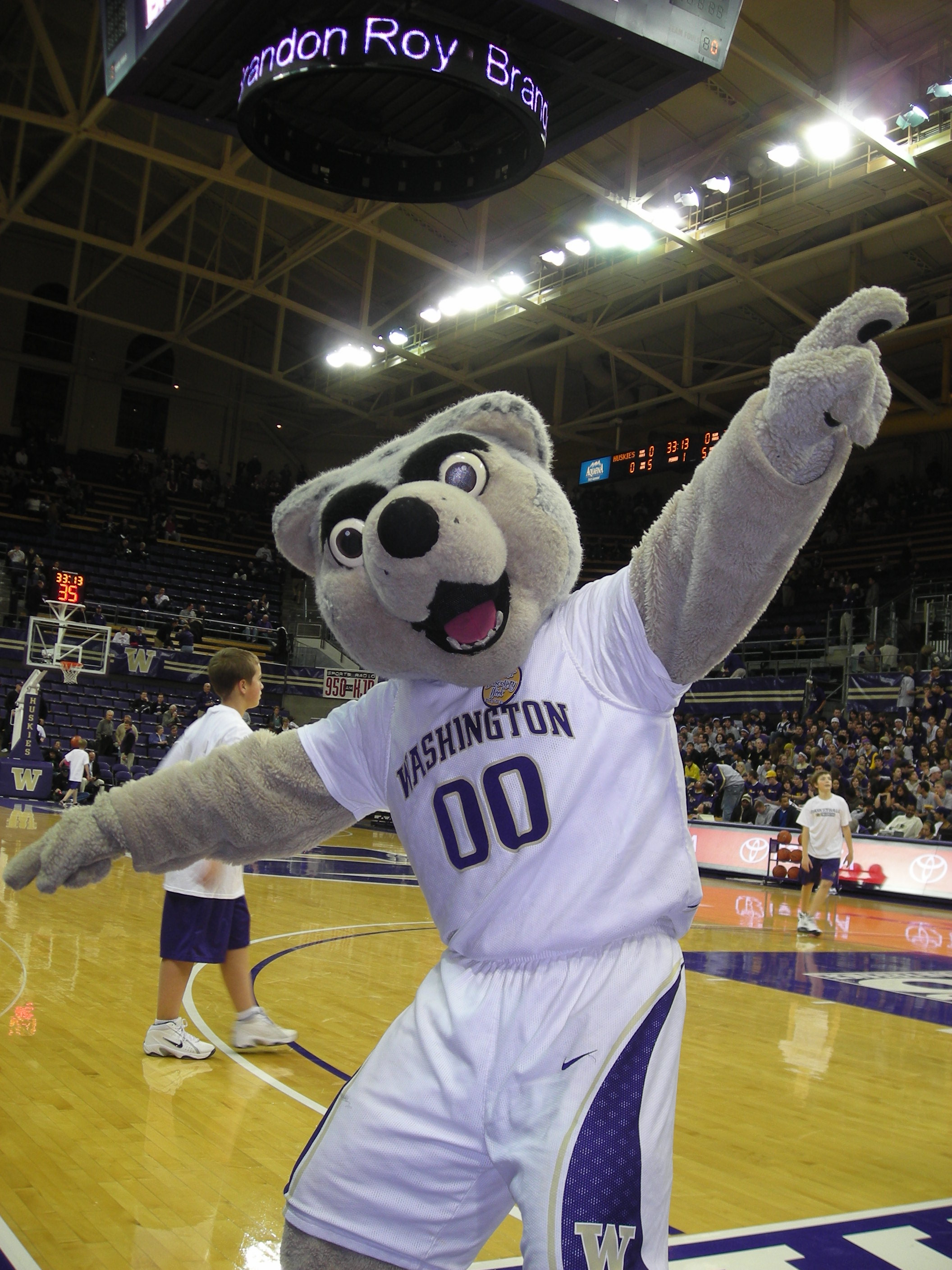
マスコットのハリー・ザ・ハスキー

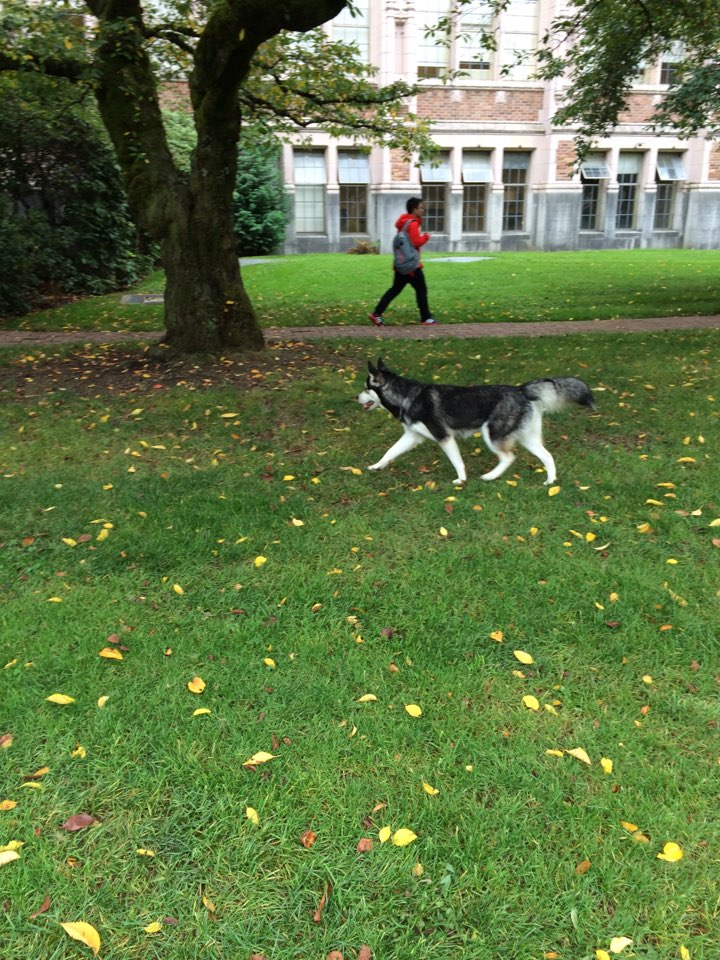
シアトルキャンパス内を散歩するマスコットのハスキー犬

当大学のスポーツチームは，ハリー（Harry the Husky）という名前を持つハスキー犬をマスコットとしていることからハスキーズ（Huskies）と呼ばれる。マスコットのハスキー犬が実在し、運が良ければキャンパス内をひとりで散歩する姿を見ることができる。各スポーツチームのユニフォームはスクールカラーであるパープルとゴールドを基調とし、ワシントン WASHINGTON や W の文字とともにハスキーズ HUSKIES と記されているものも多い。

## 著名な卒業生
- ホープ・ソロ - サッカーアメリカ女子代表ゴールキーパー
- リンダ・バック（BS 1975） - ノーベル生理学・医学賞受賞 2004年
- ジョージ・ヒッチングス（1927, 1928） - ノーベル生理学・医学賞受賞 1988年
- マーティン・ロッドベル（PhD 1954） - ノーベル生理学・医学賞受賞 1994年
- ジョージ・スティグラー - ノーベル経済学賞 1982年
- マイケル・フィリップ・アンダーソン（1981） - アメリカ航空宇宙局 NASA宇宙飛行士、コロンビア号空中分解事故被害者
- アルバート・スコット・クロスフィールド（BS 1949, MS 1950） - マッハ2以上の速度で初めて飛んだ
- ボニー・J・ダンバー（BS 1971, MS 1975） - NASA宇宙飛行士、 5回のミッションに搭乗し1200時間（50日）以上宇宙で過ごした
- トレヴェニアン（BA 1959, MA 1960） - 作家
- デヴィッド・サイドラー（MA 1960） - 脚本家『英国王のスピーチ』でアカデミー賞
- ヨーハン・マルリェー（PhD 1972） - 物理学者、博士研究員でマルリェーの定理（1975）、1999年にスケールで広がる宇宙（SEC）の宇宙モデル
- ティム・リンスカム - サンフランシスコ・ジャイアンツ投手（2008年・2009年サイ・ヤング賞）
- ケニー・G- サックス奏者
- ブルース・リー - 映画俳優・武道家
- デイル・チフーリ - ガラス彫刻家
- デイヴィッド・エディングス - 作家
- ウィリアム・ヘンリー・ゲイツ・シニア - マイクロソフト社会長ビル・ゲイツの父親
- ジェフ・ディーン - 情報工学者・GoogleAIシニアフェロー
- フランク・ハーバート - 作家
- クリスティン・グレゴア - ワシントン州知事
- ヘンリー・M・ジャクソン - 政治家
- レズリー・グローヴス - 軍人
- アンナ・ファリス - 女優　『最終絶叫計画』シリーズが代表作
- キム・セイル - サウンドガーデンのギタリスト
- ケン・ストリングフェロウ - ザ・ポウジーズのボーカリスト・ギタリスト
- ボブ・サップ - 格闘家・俳優・タレント
- レイコ・エイルスワース - 女優 『24 -TWENTY FOUR-』シリーズが代表作。
- イファン・タスリムソン - 建築家、マイクロソフト 幹部、ハリウッド エグゼクティブ・プロデューサー
- フランシス・ブレークモア - 版画家
- ギータ・ゴピナート - 経済学者、ハーバード大学教授、国際通貨基金経済顧問・調査局長
- ドロシー・アンステット - 1968年ミスUSA、ビル・ラッセルの元妻
- ルー・レオン・ゲレロ - 政治家
- ジョージ山岡 - 弁護士、極東国際軍事裁判（東京裁判）時の広田弘毅・東郷茂徳の担当弁護人
- 山岸俊男 - 一橋大学特任教授、東京大学特任教授、北海道大学名誉教授・ワシントン大学連盟教授、文化功労者
- 竹中俊子 - ワシントン大学ロースクール教授。慶應義塾大学大学院法務研究科教授。大阪工業大学知的財産専門職大学院客員教授。
- 宮内義彦 - オリックスオーナー
- 新美春之 - 昭和シェル石油会長。経済学部卒。
- 平川唯一 - 日本放送協会アナウンサー。玉音放送を英訳し国際放送でその朗読をした。
- 清田瞭 - 大和証券グループ本社会長。ビジネススクール卒。
- 一木剛太郎 - 弁護士、司法協会理事長
- 大野由夏 - 北海道大学教授
- 若林茂雄 - 弁護士、一橋大学特任教授、日本弁護士連合会副会長
- 竹沢泰子 - 京都大学名誉教授
- 渡邉惠理子 - 最高裁判所判事
- 大井川和彦 - 茨城県知事
- 湯本克也 - YKK取締役

## 現在・過去の著名な教授・教員
- ハンス・デーメルト - ノーベル物理学賞受賞、1989年
- エドワード・ドナル・トーマス - ノーベル生理学・医学賞受賞、1990年
- エドモンド・フィッシャー - ノーベル生理学・医学賞受賞、1992年
- エドヴィン・クレープス - ノーベル生理学・医学賞受賞、1992年
- リーランド・ハートウェル - ノーベル生理学・医学賞受賞、2001年
- リンダ・バック - ノーベル生理学・医学賞受賞、2004年
- ウィリアム・フォーサイス・シャープ - アルフレッド・ノーベル記念経済学スウェーデン国立銀行賞、1990年
- ダグラス・ノース - アルフレッド・ノーベル記念経済学スウェーデン国立銀行賞、1993年
- ドナルド・ブラウンリー（英語版） - スターダスト計画主席研究員

## その他
米国にはワシントンの名を含む名称の大学が少なくない。Washington State University（ワシントン州プルマン）・ The George Washington University（ワシントンD.C.）・Washington University in St. Louis（ミズーリ州セントルイス）・Washington College（メリーランド州チェスタータウン）・Wasington and Jefferson College（ペンシルベニア州ワシントン）・Washington and Lee University（バージニア州レキシントン）などがあり、これら大学との混同に注意が必要である。
各界の著名人がキャンパスを訪れる事も多く、ビル・ゲイツ・ジミー・カーター・ダライ・ラマ14世などがゲストスピーカーとして招かれている。2008年の第133回卒業式にはクインシー・ジョーンズが招かれ、卒業生を激励するとともに本人も40,000人の出席者の前で名誉学位を授与された。
2015年6月13日に開かれた第140回卒業式で祝辞を述べた　クリスティン・グレゴワールは1969年の同大学卒業生である。1988年に同大学環境学部長、1992年には同州初の女性検事総長となり、さらに2005年から2013年までワシントン州知事の席にあった。
本大学の医学およびゲノム科学教授であるメアリー＝クレア・キングが2015年のアメリカ国家科学賞を9名の受賞者の一人として受けることが決定した。キング教授は癌遺伝子研究における国際的リーダーであり、遺伝型乳癌に関するBRCA1遺伝子を発見した。